# Frameries
Frameries (en való Framriye) és un municipi belga de la província d'Hainaut a la regió valona. Està compost per les viles de Frameries, Eugies, La Bouverie, Noirchain i Sars-la-Bruyère.

## Demografia
| 1990   | 1995   | 2000   | 2004   | 2005   | 2006   | 2007   | 2008   |
| ------ | ------ | ------ | ------ | ------ | ------ | ------ | ------ |
| 21 334 | 21 003 | 20 679 | 20 628 | 20 600 | 20 646 | 20 729 | 20 727 |

## Agermanaments
- Issy-les-Moulineaux
- La Chaux-de-Fonds

## Persones il·lustres
- Joseph Dufrane dit "Bosquétia" (1833 - 1906) escriptor picard.
- Paul Hankar, (1859-1891), arquitecte Art Nouveau